# 3-й армійський корпус (Фінляндія)
3-й армі́йський ко́рпус (фін. III Armeijakunta) — армійський корпус фінської армії за часів Другої світової війни. Він відповідав за лінію фронту між німецьким XXXVI гірським корпусом і 14-ю фінською дивізією від озеру Рукаярві до Карельського перешийка.

## Зміст
III корпус під командуванням генерал-майора Ялмар Сііласвуо був утворений перед початком «війни-продовження», або четвертої радянсько-фінської війни, його смугою відповідальності була лінія фронту, що простягалася від правого флангу німецького XXXVI гірського корпусу в Лапландії до позицій фінської 14-ї дивізії поблизу Ругозеро.
III фінський армійський корпус під час операції «Полярфукс» діяв значно південніше основного угруповання військ вторгнення, 1 липня розпочав наступ (силами групи «J») на Кестеньга — Лоухі та частиною сил (силами групи «F») у напрямку Ухта — Кем. Обидві групи мали за мету прорвати радянську оборону та перерізати стратегічно важливу Кіровську залізницю, що з'єднувала центральну Росію з Мурманськом.
Фінський наступ розвивався дуже швидко (з урахуванням природних умов). На кордоні крім прикордонників не було кому чинити опір. 5 липня 1941 року група «J» вийшла до Макарелі за 27 кілометрів на схід від кордону. 8 липня 1941 року стався перший більш-менш масштабний бій у Тунгозера. 10 липня 1941 року фінські підрозділи підійшли до Тунгозера, 19 липня 1941 року вийшли на річку Софьянга, подолавши 64 кілометри. Німецьке командування, натхненне темпами фінського наступу, до кінця липня 1941 року посилило групу «J» полком і артилерійським дивізіоном бригади СС «Норд».Після наступу німців на півночі корпус був посилений дивізією СС «Норд».
7 серпня 1941 року радянські війська залишили Кестеньгу й фінсько-німецькі війська продовжили наступ далі на Лоухі. 15 серпня 1941 року передові частини фінських військ, що просувалися залізницею, в міжозерному дефіле між озерами Ялинове і Лебедєве, зустрілися з передовими частинами 88-ї стрілецької дивізії, спішно перекинутої з Архангельська. У міру прибуття частини 88-ї стрілецької дивізії, розгорталися та вводилися в бій. Протягом серпня — жовтня 1941 року радянські війська тіснили супротивника і до кінця жовтня 1941 року відкинули його підрозділи на рубіж між озерами Ярош-Ярві й Велике Лагі-Ярві в 13 кілометрах на схід від Кестеньгі. Крім подальших малозначущих змін по лінії фронту і тут подальшого просування німецьких і фінських військ не сталося.
Отже, внаслідок провалу замислу операції «Зільберфукс» корпус так і не зміг досягти своєї головної мети — перерізати Кіровську залізницю.
Влітку 1942 року відповідальність за район Кестеньги перейшла до німців, а командування III армійського корпусу було переведено до Суомуссалмі, який до лютого 1944 року не вів ніяких активних дій.
У лютому 1944 року корпус був відновлений та перемістився до Карельського перешийка, де був залучений до подій Лапландської війни.

## Командування

### Командири
- генерал-майор Ялмар Сііласвуо (фін. Hjalmar Siilasvuo) (15 червня 1941 — 8 листопада 1942; 25 лютого — 28 листопада 1944 року)